# Ežerėlis
Ežerėlis är en ort i Litauen. Den ligger i den centrala delen av landet, 110 km väster om huvudstaden Vilnius. Ežerėlis ligger 65 meter över havet och antalet invånare är 2 051.
Terrängen runt Ežerėlis är platt. Runt Ežerėlis är det ganska tätbefolkat, med 56 invånare per kvadratkilometer. Närmaste större samhälle är Kaunas, 18,2 km öster om Ežerėlis. I omgivningarna runt Ežerėlis växer i huvudsak blandskog.